# Partita spagnola, gambetto Jaenisch
Il gambetto Jaenisch (conosciuto anche come gambetto Schliemann o difesa Schliemann nei paesi di lingua inglese) è una apertura scacchistica, variante non molto comune della partita spagnola. È caratterizzata dalla sequenza di mosse:
1.e4(?) e5

2.Cf3 Cc6

3.Ab5 f5
In questa variante (nota anche come difesa Schliemann o gambetto Schliemann), proposta da Carl Jänisch, Il Nero si disinteressa dell'attacco portato indirettamente al pedone e5 dall'Alfiere b5 e contrattacca al centro offrendo un pedone, sulla falsariga della partita viennese in contromossa.

## Storia
La variante fu proposta a metà del XIX secolo dallo scacchista Carl Jänisch, che pubblicò i suoi lavori dedicati all'analisi della variante nel 1847. Janisch scrisse: “Questo gambetto, che non abbiamo trovato in nessun autore e che non è stato giocato da nessuna parte, è molto interessante per le possibilità che offre al Nero di ottenere un successo in molti casi”. La mossa audace 3. ...f5 inizialmente ha attirato molta attenzione da parte dei maestri, poiché dopo aver accettato il gambetto, il Nero di solito si ritrova con una partita promettente. Tuttavia, nel 1902, l'analista tedesco Eduard Dyckhoff propose un sistema di gioco che inizia con 4.Cc3, che porta al vantaggio del Bianco. Le complicazioni che sorgono per il Bianco nel sistema studiato di Dieckhoff sono molteplici, ma in molti casi si concludono con un vantaggio decisivo. Alla fine degli anni '40, David Bronštejn trovò una serie di piani di controgioco che lasciavano prospettive per il Nero dopo 4...e4 5.Cxe4 Cf6. Attualmente è considerata accettabile anche l'opzione con la mossa 4.d3, che porta a una partita più tranquilla.

## Strategia
Il Bianco ha parecchie possibilità per affrontare la sfida del Nero. Le più comuni sono:
- 4.d3
- 4.Cc3

Esistono anche alcune linee minori:
- 4.exf5
- 4.De2
- 4.Axc6
- 4.d4

### 4.d3
È la risposta più comune all'avanzata del pedone Nero in f5; con la mossa 4.d3 il Bianco difende e4, ma minaccia anche di prendersi il pedone f5, perché ora il Nero non ha più la replica immediata in e4. Ora 4...fxe4 è l'unica mossa che giustifica la spinta del pedone Nero.
La continuazione a gioco corretto è la seguente sequenza:

4.d3 fxe4

5.dxe4 Cf6

In questa posizioni sono possibili alcune linee minori qui, ma se il Bianco nota che non deve difendere direttamente il pedone e, allora 6. O-O è la mossa più sensata. Per il Nero 6...Cxe4? in risposta sarebbe un errore tattico, come nella posizione simile della difesa russa.

### 4.Cc3 (Variante Dyckhoff)
|   | a | b | c | d | e | f | g | h |   |
| 8 | a8 torre del nero · c8 alfiere del nero · d8 donna del nero · f8 torre del nero · g8 re del nero · a7 pedone del nero · b7 pedone del nero · c7 pedone del nero · d7 pedone del nero · g7 pedone del nero · h7 pedone del nero · f6 cavallo del nero · b5 alfiere del bianco · e5 cavallo del nero · f5 pedone del nero · d4 donna del bianco · c3 cavallo del bianco · a2 pedone del bianco · b2 pedone del bianco · c2 pedone del bianco · f2 pedone del bianco · g2 pedone del bianco · h2 pedone del bianco · a1 torre del bianco · c1 alfiere del bianco · f1 torre del bianco · g1 re del bianco | a8 torre del nero · c8 alfiere del nero · d8 donna del nero · f8 torre del nero · g8 re del nero · a7 pedone del nero · b7 pedone del nero · c7 pedone del nero · d7 pedone del nero · g7 pedone del nero · h7 pedone del nero · f6 cavallo del nero · b5 alfiere del bianco · e5 cavallo del nero · f5 pedone del nero · d4 donna del bianco · c3 cavallo del bianco · a2 pedone del bianco · b2 pedone del bianco · c2 pedone del bianco · f2 pedone del bianco · g2 pedone del bianco · h2 pedone del bianco · a1 torre del bianco · c1 alfiere del bianco · f1 torre del bianco · g1 re del bianco | a8 torre del nero · c8 alfiere del nero · d8 donna del nero · f8 torre del nero · g8 re del nero · a7 pedone del nero · b7 pedone del nero · c7 pedone del nero · d7 pedone del nero · g7 pedone del nero · h7 pedone del nero · f6 cavallo del nero · b5 alfiere del bianco · e5 cavallo del nero · f5 pedone del nero · d4 donna del bianco · c3 cavallo del bianco · a2 pedone del bianco · b2 pedone del bianco · c2 pedone del bianco · f2 pedone del bianco · g2 pedone del bianco · h2 pedone del bianco · a1 torre del bianco · c1 alfiere del bianco · f1 torre del bianco · g1 re del bianco | a8 torre del nero · c8 alfiere del nero · d8 donna del nero · f8 torre del nero · g8 re del nero · a7 pedone del nero · b7 pedone del nero · c7 pedone del nero · d7 pedone del nero · g7 pedone del nero · h7 pedone del nero · f6 cavallo del nero · b5 alfiere del bianco · e5 cavallo del nero · f5 pedone del nero · d4 donna del bianco · c3 cavallo del bianco · a2 pedone del bianco · b2 pedone del bianco · c2 pedone del bianco · f2 pedone del bianco · g2 pedone del bianco · h2 pedone del bianco · a1 torre del bianco · c1 alfiere del bianco · f1 torre del bianco · g1 re del bianco | a8 torre del nero · c8 alfiere del nero · d8 donna del nero · f8 torre del nero · g8 re del nero · a7 pedone del nero · b7 pedone del nero · c7 pedone del nero · d7 pedone del nero · g7 pedone del nero · h7 pedone del nero · f6 cavallo del nero · b5 alfiere del bianco · e5 cavallo del nero · f5 pedone del nero · d4 donna del bianco · c3 cavallo del bianco · a2 pedone del bianco · b2 pedone del bianco · c2 pedone del bianco · f2 pedone del bianco · g2 pedone del bianco · h2 pedone del bianco · a1 torre del bianco · c1 alfiere del bianco · f1 torre del bianco · g1 re del bianco | a8 torre del nero · c8 alfiere del nero · d8 donna del nero · f8 torre del nero · g8 re del nero · a7 pedone del nero · b7 pedone del nero · c7 pedone del nero · d7 pedone del nero · g7 pedone del nero · h7 pedone del nero · f6 cavallo del nero · b5 alfiere del bianco · e5 cavallo del nero · f5 pedone del nero · d4 donna del bianco · c3 cavallo del bianco · a2 pedone del bianco · b2 pedone del bianco · c2 pedone del bianco · f2 pedone del bianco · g2 pedone del bianco · h2 pedone del bianco · a1 torre del bianco · c1 alfiere del bianco · f1 torre del bianco · g1 re del bianco | a8 torre del nero · c8 alfiere del nero · d8 donna del nero · f8 torre del nero · g8 re del nero · a7 pedone del nero · b7 pedone del nero · c7 pedone del nero · d7 pedone del nero · g7 pedone del nero · h7 pedone del nero · f6 cavallo del nero · b5 alfiere del bianco · e5 cavallo del nero · f5 pedone del nero · d4 donna del bianco · c3 cavallo del bianco · a2 pedone del bianco · b2 pedone del bianco · c2 pedone del bianco · f2 pedone del bianco · g2 pedone del bianco · h2 pedone del bianco · a1 torre del bianco · c1 alfiere del bianco · f1 torre del bianco · g1 re del bianco | a8 torre del nero · c8 alfiere del nero · d8 donna del nero · f8 torre del nero · g8 re del nero · a7 pedone del nero · b7 pedone del nero · c7 pedone del nero · d7 pedone del nero · g7 pedone del nero · h7 pedone del nero · f6 cavallo del nero · b5 alfiere del bianco · e5 cavallo del nero · f5 pedone del nero · d4 donna del bianco · c3 cavallo del bianco · a2 pedone del bianco · b2 pedone del bianco · c2 pedone del bianco · f2 pedone del bianco · g2 pedone del bianco · h2 pedone del bianco · a1 torre del bianco · c1 alfiere del bianco · f1 torre del bianco · g1 re del bianco | 8 |
| 7 | a8 torre del nero · c8 alfiere del nero · d8 donna del nero · f8 torre del nero · g8 re del nero · a7 pedone del nero · b7 pedone del nero · c7 pedone del nero · d7 pedone del nero · g7 pedone del nero · h7 pedone del nero · f6 cavallo del nero · b5 alfiere del bianco · e5 cavallo del nero · f5 pedone del nero · d4 donna del bianco · c3 cavallo del bianco · a2 pedone del bianco · b2 pedone del bianco · c2 pedone del bianco · f2 pedone del bianco · g2 pedone del bianco · h2 pedone del bianco · a1 torre del bianco · c1 alfiere del bianco · f1 torre del bianco · g1 re del bianco | a8 torre del nero · c8 alfiere del nero · d8 donna del nero · f8 torre del nero · g8 re del nero · a7 pedone del nero · b7 pedone del nero · c7 pedone del nero · d7 pedone del nero · g7 pedone del nero · h7 pedone del nero · f6 cavallo del nero · b5 alfiere del bianco · e5 cavallo del nero · f5 pedone del nero · d4 donna del bianco · c3 cavallo del bianco · a2 pedone del bianco · b2 pedone del bianco · c2 pedone del bianco · f2 pedone del bianco · g2 pedone del bianco · h2 pedone del bianco · a1 torre del bianco · c1 alfiere del bianco · f1 torre del bianco · g1 re del bianco | a8 torre del nero · c8 alfiere del nero · d8 donna del nero · f8 torre del nero · g8 re del nero · a7 pedone del nero · b7 pedone del nero · c7 pedone del nero · d7 pedone del nero · g7 pedone del nero · h7 pedone del nero · f6 cavallo del nero · b5 alfiere del bianco · e5 cavallo del nero · f5 pedone del nero · d4 donna del bianco · c3 cavallo del bianco · a2 pedone del bianco · b2 pedone del bianco · c2 pedone del bianco · f2 pedone del bianco · g2 pedone del bianco · h2 pedone del bianco · a1 torre del bianco · c1 alfiere del bianco · f1 torre del bianco · g1 re del bianco | a8 torre del nero · c8 alfiere del nero · d8 donna del nero · f8 torre del nero · g8 re del nero · a7 pedone del nero · b7 pedone del nero · c7 pedone del nero · d7 pedone del nero · g7 pedone del nero · h7 pedone del nero · f6 cavallo del nero · b5 alfiere del bianco · e5 cavallo del nero · f5 pedone del nero · d4 donna del bianco · c3 cavallo del bianco · a2 pedone del bianco · b2 pedone del bianco · c2 pedone del bianco · f2 pedone del bianco · g2 pedone del bianco · h2 pedone del bianco · a1 torre del bianco · c1 alfiere del bianco · f1 torre del bianco · g1 re del bianco | a8 torre del nero · c8 alfiere del nero · d8 donna del nero · f8 torre del nero · g8 re del nero · a7 pedone del nero · b7 pedone del nero · c7 pedone del nero · d7 pedone del nero · g7 pedone del nero · h7 pedone del nero · f6 cavallo del nero · b5 alfiere del bianco · e5 cavallo del nero · f5 pedone del nero · d4 donna del bianco · c3 cavallo del bianco · a2 pedone del bianco · b2 pedone del bianco · c2 pedone del bianco · f2 pedone del bianco · g2 pedone del bianco · h2 pedone del bianco · a1 torre del bianco · c1 alfiere del bianco · f1 torre del bianco · g1 re del bianco | a8 torre del nero · c8 alfiere del nero · d8 donna del nero · f8 torre del nero · g8 re del nero · a7 pedone del nero · b7 pedone del nero · c7 pedone del nero · d7 pedone del nero · g7 pedone del nero · h7 pedone del nero · f6 cavallo del nero · b5 alfiere del bianco · e5 cavallo del nero · f5 pedone del nero · d4 donna del bianco · c3 cavallo del bianco · a2 pedone del bianco · b2 pedone del bianco · c2 pedone del bianco · f2 pedone del bianco · g2 pedone del bianco · h2 pedone del bianco · a1 torre del bianco · c1 alfiere del bianco · f1 torre del bianco · g1 re del bianco | a8 torre del nero · c8 alfiere del nero · d8 donna del nero · f8 torre del nero · g8 re del nero · a7 pedone del nero · b7 pedone del nero · c7 pedone del nero · d7 pedone del nero · g7 pedone del nero · h7 pedone del nero · f6 cavallo del nero · b5 alfiere del bianco · e5 cavallo del nero · f5 pedone del nero · d4 donna del bianco · c3 cavallo del bianco · a2 pedone del bianco · b2 pedone del bianco · c2 pedone del bianco · f2 pedone del bianco · g2 pedone del bianco · h2 pedone del bianco · a1 torre del bianco · c1 alfiere del bianco · f1 torre del bianco · g1 re del bianco | a8 torre del nero · c8 alfiere del nero · d8 donna del nero · f8 torre del nero · g8 re del nero · a7 pedone del nero · b7 pedone del nero · c7 pedone del nero · d7 pedone del nero · g7 pedone del nero · h7 pedone del nero · f6 cavallo del nero · b5 alfiere del bianco · e5 cavallo del nero · f5 pedone del nero · d4 donna del bianco · c3 cavallo del bianco · a2 pedone del bianco · b2 pedone del bianco · c2 pedone del bianco · f2 pedone del bianco · g2 pedone del bianco · h2 pedone del bianco · a1 torre del bianco · c1 alfiere del bianco · f1 torre del bianco · g1 re del bianco | 7 |
| 6 | a8 torre del nero · c8 alfiere del nero · d8 donna del nero · f8 torre del nero · g8 re del nero · a7 pedone del nero · b7 pedone del nero · c7 pedone del nero · d7 pedone del nero · g7 pedone del nero · h7 pedone del nero · f6 cavallo del nero · b5 alfiere del bianco · e5 cavallo del nero · f5 pedone del nero · d4 donna del bianco · c3 cavallo del bianco · a2 pedone del bianco · b2 pedone del bianco · c2 pedone del bianco · f2 pedone del bianco · g2 pedone del bianco · h2 pedone del bianco · a1 torre del bianco · c1 alfiere del bianco · f1 torre del bianco · g1 re del bianco | a8 torre del nero · c8 alfiere del nero · d8 donna del nero · f8 torre del nero · g8 re del nero · a7 pedone del nero · b7 pedone del nero · c7 pedone del nero · d7 pedone del nero · g7 pedone del nero · h7 pedone del nero · f6 cavallo del nero · b5 alfiere del bianco · e5 cavallo del nero · f5 pedone del nero · d4 donna del bianco · c3 cavallo del bianco · a2 pedone del bianco · b2 pedone del bianco · c2 pedone del bianco · f2 pedone del bianco · g2 pedone del bianco · h2 pedone del bianco · a1 torre del bianco · c1 alfiere del bianco · f1 torre del bianco · g1 re del bianco | a8 torre del nero · c8 alfiere del nero · d8 donna del nero · f8 torre del nero · g8 re del nero · a7 pedone del nero · b7 pedone del nero · c7 pedone del nero · d7 pedone del nero · g7 pedone del nero · h7 pedone del nero · f6 cavallo del nero · b5 alfiere del bianco · e5 cavallo del nero · f5 pedone del nero · d4 donna del bianco · c3 cavallo del bianco · a2 pedone del bianco · b2 pedone del bianco · c2 pedone del bianco · f2 pedone del bianco · g2 pedone del bianco · h2 pedone del bianco · a1 torre del bianco · c1 alfiere del bianco · f1 torre del bianco · g1 re del bianco | a8 torre del nero · c8 alfiere del nero · d8 donna del nero · f8 torre del nero · g8 re del nero · a7 pedone del nero · b7 pedone del nero · c7 pedone del nero · d7 pedone del nero · g7 pedone del nero · h7 pedone del nero · f6 cavallo del nero · b5 alfiere del bianco · e5 cavallo del nero · f5 pedone del nero · d4 donna del bianco · c3 cavallo del bianco · a2 pedone del bianco · b2 pedone del bianco · c2 pedone del bianco · f2 pedone del bianco · g2 pedone del bianco · h2 pedone del bianco · a1 torre del bianco · c1 alfiere del bianco · f1 torre del bianco · g1 re del bianco | a8 torre del nero · c8 alfiere del nero · d8 donna del nero · f8 torre del nero · g8 re del nero · a7 pedone del nero · b7 pedone del nero · c7 pedone del nero · d7 pedone del nero · g7 pedone del nero · h7 pedone del nero · f6 cavallo del nero · b5 alfiere del bianco · e5 cavallo del nero · f5 pedone del nero · d4 donna del bianco · c3 cavallo del bianco · a2 pedone del bianco · b2 pedone del bianco · c2 pedone del bianco · f2 pedone del bianco · g2 pedone del bianco · h2 pedone del bianco · a1 torre del bianco · c1 alfiere del bianco · f1 torre del bianco · g1 re del bianco | a8 torre del nero · c8 alfiere del nero · d8 donna del nero · f8 torre del nero · g8 re del nero · a7 pedone del nero · b7 pedone del nero · c7 pedone del nero · d7 pedone del nero · g7 pedone del nero · h7 pedone del nero · f6 cavallo del nero · b5 alfiere del bianco · e5 cavallo del nero · f5 pedone del nero · d4 donna del bianco · c3 cavallo del bianco · a2 pedone del bianco · b2 pedone del bianco · c2 pedone del bianco · f2 pedone del bianco · g2 pedone del bianco · h2 pedone del bianco · a1 torre del bianco · c1 alfiere del bianco · f1 torre del bianco · g1 re del bianco | a8 torre del nero · c8 alfiere del nero · d8 donna del nero · f8 torre del nero · g8 re del nero · a7 pedone del nero · b7 pedone del nero · c7 pedone del nero · d7 pedone del nero · g7 pedone del nero · h7 pedone del nero · f6 cavallo del nero · b5 alfiere del bianco · e5 cavallo del nero · f5 pedone del nero · d4 donna del bianco · c3 cavallo del bianco · a2 pedone del bianco · b2 pedone del bianco · c2 pedone del bianco · f2 pedone del bianco · g2 pedone del bianco · h2 pedone del bianco · a1 torre del bianco · c1 alfiere del bianco · f1 torre del bianco · g1 re del bianco | a8 torre del nero · c8 alfiere del nero · d8 donna del nero · f8 torre del nero · g8 re del nero · a7 pedone del nero · b7 pedone del nero · c7 pedone del nero · d7 pedone del nero · g7 pedone del nero · h7 pedone del nero · f6 cavallo del nero · b5 alfiere del bianco · e5 cavallo del nero · f5 pedone del nero · d4 donna del bianco · c3 cavallo del bianco · a2 pedone del bianco · b2 pedone del bianco · c2 pedone del bianco · f2 pedone del bianco · g2 pedone del bianco · h2 pedone del bianco · a1 torre del bianco · c1 alfiere del bianco · f1 torre del bianco · g1 re del bianco | 6 |
| 5 | a8 torre del nero · c8 alfiere del nero · d8 donna del nero · f8 torre del nero · g8 re del nero · a7 pedone del nero · b7 pedone del nero · c7 pedone del nero · d7 pedone del nero · g7 pedone del nero · h7 pedone del nero · f6 cavallo del nero · b5 alfiere del bianco · e5 cavallo del nero · f5 pedone del nero · d4 donna del bianco · c3 cavallo del bianco · a2 pedone del bianco · b2 pedone del bianco · c2 pedone del bianco · f2 pedone del bianco · g2 pedone del bianco · h2 pedone del bianco · a1 torre del bianco · c1 alfiere del bianco · f1 torre del bianco · g1 re del bianco | a8 torre del nero · c8 alfiere del nero · d8 donna del nero · f8 torre del nero · g8 re del nero · a7 pedone del nero · b7 pedone del nero · c7 pedone del nero · d7 pedone del nero · g7 pedone del nero · h7 pedone del nero · f6 cavallo del nero · b5 alfiere del bianco · e5 cavallo del nero · f5 pedone del nero · d4 donna del bianco · c3 cavallo del bianco · a2 pedone del bianco · b2 pedone del bianco · c2 pedone del bianco · f2 pedone del bianco · g2 pedone del bianco · h2 pedone del bianco · a1 torre del bianco · c1 alfiere del bianco · f1 torre del bianco · g1 re del bianco | a8 torre del nero · c8 alfiere del nero · d8 donna del nero · f8 torre del nero · g8 re del nero · a7 pedone del nero · b7 pedone del nero · c7 pedone del nero · d7 pedone del nero · g7 pedone del nero · h7 pedone del nero · f6 cavallo del nero · b5 alfiere del bianco · e5 cavallo del nero · f5 pedone del nero · d4 donna del bianco · c3 cavallo del bianco · a2 pedone del bianco · b2 pedone del bianco · c2 pedone del bianco · f2 pedone del bianco · g2 pedone del bianco · h2 pedone del bianco · a1 torre del bianco · c1 alfiere del bianco · f1 torre del bianco · g1 re del bianco | a8 torre del nero · c8 alfiere del nero · d8 donna del nero · f8 torre del nero · g8 re del nero · a7 pedone del nero · b7 pedone del nero · c7 pedone del nero · d7 pedone del nero · g7 pedone del nero · h7 pedone del nero · f6 cavallo del nero · b5 alfiere del bianco · e5 cavallo del nero · f5 pedone del nero · d4 donna del bianco · c3 cavallo del bianco · a2 pedone del bianco · b2 pedone del bianco · c2 pedone del bianco · f2 pedone del bianco · g2 pedone del bianco · h2 pedone del bianco · a1 torre del bianco · c1 alfiere del bianco · f1 torre del bianco · g1 re del bianco | a8 torre del nero · c8 alfiere del nero · d8 donna del nero · f8 torre del nero · g8 re del nero · a7 pedone del nero · b7 pedone del nero · c7 pedone del nero · d7 pedone del nero · g7 pedone del nero · h7 pedone del nero · f6 cavallo del nero · b5 alfiere del bianco · e5 cavallo del nero · f5 pedone del nero · d4 donna del bianco · c3 cavallo del bianco · a2 pedone del bianco · b2 pedone del bianco · c2 pedone del bianco · f2 pedone del bianco · g2 pedone del bianco · h2 pedone del bianco · a1 torre del bianco · c1 alfiere del bianco · f1 torre del bianco · g1 re del bianco | a8 torre del nero · c8 alfiere del nero · d8 donna del nero · f8 torre del nero · g8 re del nero · a7 pedone del nero · b7 pedone del nero · c7 pedone del nero · d7 pedone del nero · g7 pedone del nero · h7 pedone del nero · f6 cavallo del nero · b5 alfiere del bianco · e5 cavallo del nero · f5 pedone del nero · d4 donna del bianco · c3 cavallo del bianco · a2 pedone del bianco · b2 pedone del bianco · c2 pedone del bianco · f2 pedone del bianco · g2 pedone del bianco · h2 pedone del bianco · a1 torre del bianco · c1 alfiere del bianco · f1 torre del bianco · g1 re del bianco | a8 torre del nero · c8 alfiere del nero · d8 donna del nero · f8 torre del nero · g8 re del nero · a7 pedone del nero · b7 pedone del nero · c7 pedone del nero · d7 pedone del nero · g7 pedone del nero · h7 pedone del nero · f6 cavallo del nero · b5 alfiere del bianco · e5 cavallo del nero · f5 pedone del nero · d4 donna del bianco · c3 cavallo del bianco · a2 pedone del bianco · b2 pedone del bianco · c2 pedone del bianco · f2 pedone del bianco · g2 pedone del bianco · h2 pedone del bianco · a1 torre del bianco · c1 alfiere del bianco · f1 torre del bianco · g1 re del bianco | a8 torre del nero · c8 alfiere del nero · d8 donna del nero · f8 torre del nero · g8 re del nero · a7 pedone del nero · b7 pedone del nero · c7 pedone del nero · d7 pedone del nero · g7 pedone del nero · h7 pedone del nero · f6 cavallo del nero · b5 alfiere del bianco · e5 cavallo del nero · f5 pedone del nero · d4 donna del bianco · c3 cavallo del bianco · a2 pedone del bianco · b2 pedone del bianco · c2 pedone del bianco · f2 pedone del bianco · g2 pedone del bianco · h2 pedone del bianco · a1 torre del bianco · c1 alfiere del bianco · f1 torre del bianco · g1 re del bianco | 5 |
| 4 | a8 torre del nero · c8 alfiere del nero · d8 donna del nero · f8 torre del nero · g8 re del nero · a7 pedone del nero · b7 pedone del nero · c7 pedone del nero · d7 pedone del nero · g7 pedone del nero · h7 pedone del nero · f6 cavallo del nero · b5 alfiere del bianco · e5 cavallo del nero · f5 pedone del nero · d4 donna del bianco · c3 cavallo del bianco · a2 pedone del bianco · b2 pedone del bianco · c2 pedone del bianco · f2 pedone del bianco · g2 pedone del bianco · h2 pedone del bianco · a1 torre del bianco · c1 alfiere del bianco · f1 torre del bianco · g1 re del bianco | a8 torre del nero · c8 alfiere del nero · d8 donna del nero · f8 torre del nero · g8 re del nero · a7 pedone del nero · b7 pedone del nero · c7 pedone del nero · d7 pedone del nero · g7 pedone del nero · h7 pedone del nero · f6 cavallo del nero · b5 alfiere del bianco · e5 cavallo del nero · f5 pedone del nero · d4 donna del bianco · c3 cavallo del bianco · a2 pedone del bianco · b2 pedone del bianco · c2 pedone del bianco · f2 pedone del bianco · g2 pedone del bianco · h2 pedone del bianco · a1 torre del bianco · c1 alfiere del bianco · f1 torre del bianco · g1 re del bianco | a8 torre del nero · c8 alfiere del nero · d8 donna del nero · f8 torre del nero · g8 re del nero · a7 pedone del nero · b7 pedone del nero · c7 pedone del nero · d7 pedone del nero · g7 pedone del nero · h7 pedone del nero · f6 cavallo del nero · b5 alfiere del bianco · e5 cavallo del nero · f5 pedone del nero · d4 donna del bianco · c3 cavallo del bianco · a2 pedone del bianco · b2 pedone del bianco · c2 pedone del bianco · f2 pedone del bianco · g2 pedone del bianco · h2 pedone del bianco · a1 torre del bianco · c1 alfiere del bianco · f1 torre del bianco · g1 re del bianco | a8 torre del nero · c8 alfiere del nero · d8 donna del nero · f8 torre del nero · g8 re del nero · a7 pedone del nero · b7 pedone del nero · c7 pedone del nero · d7 pedone del nero · g7 pedone del nero · h7 pedone del nero · f6 cavallo del nero · b5 alfiere del bianco · e5 cavallo del nero · f5 pedone del nero · d4 donna del bianco · c3 cavallo del bianco · a2 pedone del bianco · b2 pedone del bianco · c2 pedone del bianco · f2 pedone del bianco · g2 pedone del bianco · h2 pedone del bianco · a1 torre del bianco · c1 alfiere del bianco · f1 torre del bianco · g1 re del bianco | a8 torre del nero · c8 alfiere del nero · d8 donna del nero · f8 torre del nero · g8 re del nero · a7 pedone del nero · b7 pedone del nero · c7 pedone del nero · d7 pedone del nero · g7 pedone del nero · h7 pedone del nero · f6 cavallo del nero · b5 alfiere del bianco · e5 cavallo del nero · f5 pedone del nero · d4 donna del bianco · c3 cavallo del bianco · a2 pedone del bianco · b2 pedone del bianco · c2 pedone del bianco · f2 pedone del bianco · g2 pedone del bianco · h2 pedone del bianco · a1 torre del bianco · c1 alfiere del bianco · f1 torre del bianco · g1 re del bianco | a8 torre del nero · c8 alfiere del nero · d8 donna del nero · f8 torre del nero · g8 re del nero · a7 pedone del nero · b7 pedone del nero · c7 pedone del nero · d7 pedone del nero · g7 pedone del nero · h7 pedone del nero · f6 cavallo del nero · b5 alfiere del bianco · e5 cavallo del nero · f5 pedone del nero · d4 donna del bianco · c3 cavallo del bianco · a2 pedone del bianco · b2 pedone del bianco · c2 pedone del bianco · f2 pedone del bianco · g2 pedone del bianco · h2 pedone del bianco · a1 torre del bianco · c1 alfiere del bianco · f1 torre del bianco · g1 re del bianco | a8 torre del nero · c8 alfiere del nero · d8 donna del nero · f8 torre del nero · g8 re del nero · a7 pedone del nero · b7 pedone del nero · c7 pedone del nero · d7 pedone del nero · g7 pedone del nero · h7 pedone del nero · f6 cavallo del nero · b5 alfiere del bianco · e5 cavallo del nero · f5 pedone del nero · d4 donna del bianco · c3 cavallo del bianco · a2 pedone del bianco · b2 pedone del bianco · c2 pedone del bianco · f2 pedone del bianco · g2 pedone del bianco · h2 pedone del bianco · a1 torre del bianco · c1 alfiere del bianco · f1 torre del bianco · g1 re del bianco | a8 torre del nero · c8 alfiere del nero · d8 donna del nero · f8 torre del nero · g8 re del nero · a7 pedone del nero · b7 pedone del nero · c7 pedone del nero · d7 pedone del nero · g7 pedone del nero · h7 pedone del nero · f6 cavallo del nero · b5 alfiere del bianco · e5 cavallo del nero · f5 pedone del nero · d4 donna del bianco · c3 cavallo del bianco · a2 pedone del bianco · b2 pedone del bianco · c2 pedone del bianco · f2 pedone del bianco · g2 pedone del bianco · h2 pedone del bianco · a1 torre del bianco · c1 alfiere del bianco · f1 torre del bianco · g1 re del bianco | 4 |
| 3 | a8 torre del nero · c8 alfiere del nero · d8 donna del nero · f8 torre del nero · g8 re del nero · a7 pedone del nero · b7 pedone del nero · c7 pedone del nero · d7 pedone del nero · g7 pedone del nero · h7 pedone del nero · f6 cavallo del nero · b5 alfiere del bianco · e5 cavallo del nero · f5 pedone del nero · d4 donna del bianco · c3 cavallo del bianco · a2 pedone del bianco · b2 pedone del bianco · c2 pedone del bianco · f2 pedone del bianco · g2 pedone del bianco · h2 pedone del bianco · a1 torre del bianco · c1 alfiere del bianco · f1 torre del bianco · g1 re del bianco | a8 torre del nero · c8 alfiere del nero · d8 donna del nero · f8 torre del nero · g8 re del nero · a7 pedone del nero · b7 pedone del nero · c7 pedone del nero · d7 pedone del nero · g7 pedone del nero · h7 pedone del nero · f6 cavallo del nero · b5 alfiere del bianco · e5 cavallo del nero · f5 pedone del nero · d4 donna del bianco · c3 cavallo del bianco · a2 pedone del bianco · b2 pedone del bianco · c2 pedone del bianco · f2 pedone del bianco · g2 pedone del bianco · h2 pedone del bianco · a1 torre del bianco · c1 alfiere del bianco · f1 torre del bianco · g1 re del bianco | a8 torre del nero · c8 alfiere del nero · d8 donna del nero · f8 torre del nero · g8 re del nero · a7 pedone del nero · b7 pedone del nero · c7 pedone del nero · d7 pedone del nero · g7 pedone del nero · h7 pedone del nero · f6 cavallo del nero · b5 alfiere del bianco · e5 cavallo del nero · f5 pedone del nero · d4 donna del bianco · c3 cavallo del bianco · a2 pedone del bianco · b2 pedone del bianco · c2 pedone del bianco · f2 pedone del bianco · g2 pedone del bianco · h2 pedone del bianco · a1 torre del bianco · c1 alfiere del bianco · f1 torre del bianco · g1 re del bianco | a8 torre del nero · c8 alfiere del nero · d8 donna del nero · f8 torre del nero · g8 re del nero · a7 pedone del nero · b7 pedone del nero · c7 pedone del nero · d7 pedone del nero · g7 pedone del nero · h7 pedone del nero · f6 cavallo del nero · b5 alfiere del bianco · e5 cavallo del nero · f5 pedone del nero · d4 donna del bianco · c3 cavallo del bianco · a2 pedone del bianco · b2 pedone del bianco · c2 pedone del bianco · f2 pedone del bianco · g2 pedone del bianco · h2 pedone del bianco · a1 torre del bianco · c1 alfiere del bianco · f1 torre del bianco · g1 re del bianco | a8 torre del nero · c8 alfiere del nero · d8 donna del nero · f8 torre del nero · g8 re del nero · a7 pedone del nero · b7 pedone del nero · c7 pedone del nero · d7 pedone del nero · g7 pedone del nero · h7 pedone del nero · f6 cavallo del nero · b5 alfiere del bianco · e5 cavallo del nero · f5 pedone del nero · d4 donna del bianco · c3 cavallo del bianco · a2 pedone del bianco · b2 pedone del bianco · c2 pedone del bianco · f2 pedone del bianco · g2 pedone del bianco · h2 pedone del bianco · a1 torre del bianco · c1 alfiere del bianco · f1 torre del bianco · g1 re del bianco | a8 torre del nero · c8 alfiere del nero · d8 donna del nero · f8 torre del nero · g8 re del nero · a7 pedone del nero · b7 pedone del nero · c7 pedone del nero · d7 pedone del nero · g7 pedone del nero · h7 pedone del nero · f6 cavallo del nero · b5 alfiere del bianco · e5 cavallo del nero · f5 pedone del nero · d4 donna del bianco · c3 cavallo del bianco · a2 pedone del bianco · b2 pedone del bianco · c2 pedone del bianco · f2 pedone del bianco · g2 pedone del bianco · h2 pedone del bianco · a1 torre del bianco · c1 alfiere del bianco · f1 torre del bianco · g1 re del bianco | a8 torre del nero · c8 alfiere del nero · d8 donna del nero · f8 torre del nero · g8 re del nero · a7 pedone del nero · b7 pedone del nero · c7 pedone del nero · d7 pedone del nero · g7 pedone del nero · h7 pedone del nero · f6 cavallo del nero · b5 alfiere del bianco · e5 cavallo del nero · f5 pedone del nero · d4 donna del bianco · c3 cavallo del bianco · a2 pedone del bianco · b2 pedone del bianco · c2 pedone del bianco · f2 pedone del bianco · g2 pedone del bianco · h2 pedone del bianco · a1 torre del bianco · c1 alfiere del bianco · f1 torre del bianco · g1 re del bianco | a8 torre del nero · c8 alfiere del nero · d8 donna del nero · f8 torre del nero · g8 re del nero · a7 pedone del nero · b7 pedone del nero · c7 pedone del nero · d7 pedone del nero · g7 pedone del nero · h7 pedone del nero · f6 cavallo del nero · b5 alfiere del bianco · e5 cavallo del nero · f5 pedone del nero · d4 donna del bianco · c3 cavallo del bianco · a2 pedone del bianco · b2 pedone del bianco · c2 pedone del bianco · f2 pedone del bianco · g2 pedone del bianco · h2 pedone del bianco · a1 torre del bianco · c1 alfiere del bianco · f1 torre del bianco · g1 re del bianco | 3 |
| 2 | a8 torre del nero · c8 alfiere del nero · d8 donna del nero · f8 torre del nero · g8 re del nero · a7 pedone del nero · b7 pedone del nero · c7 pedone del nero · d7 pedone del nero · g7 pedone del nero · h7 pedone del nero · f6 cavallo del nero · b5 alfiere del bianco · e5 cavallo del nero · f5 pedone del nero · d4 donna del bianco · c3 cavallo del bianco · a2 pedone del bianco · b2 pedone del bianco · c2 pedone del bianco · f2 pedone del bianco · g2 pedone del bianco · h2 pedone del bianco · a1 torre del bianco · c1 alfiere del bianco · f1 torre del bianco · g1 re del bianco | a8 torre del nero · c8 alfiere del nero · d8 donna del nero · f8 torre del nero · g8 re del nero · a7 pedone del nero · b7 pedone del nero · c7 pedone del nero · d7 pedone del nero · g7 pedone del nero · h7 pedone del nero · f6 cavallo del nero · b5 alfiere del bianco · e5 cavallo del nero · f5 pedone del nero · d4 donna del bianco · c3 cavallo del bianco · a2 pedone del bianco · b2 pedone del bianco · c2 pedone del bianco · f2 pedone del bianco · g2 pedone del bianco · h2 pedone del bianco · a1 torre del bianco · c1 alfiere del bianco · f1 torre del bianco · g1 re del bianco | a8 torre del nero · c8 alfiere del nero · d8 donna del nero · f8 torre del nero · g8 re del nero · a7 pedone del nero · b7 pedone del nero · c7 pedone del nero · d7 pedone del nero · g7 pedone del nero · h7 pedone del nero · f6 cavallo del nero · b5 alfiere del bianco · e5 cavallo del nero · f5 pedone del nero · d4 donna del bianco · c3 cavallo del bianco · a2 pedone del bianco · b2 pedone del bianco · c2 pedone del bianco · f2 pedone del bianco · g2 pedone del bianco · h2 pedone del bianco · a1 torre del bianco · c1 alfiere del bianco · f1 torre del bianco · g1 re del bianco | a8 torre del nero · c8 alfiere del nero · d8 donna del nero · f8 torre del nero · g8 re del nero · a7 pedone del nero · b7 pedone del nero · c7 pedone del nero · d7 pedone del nero · g7 pedone del nero · h7 pedone del nero · f6 cavallo del nero · b5 alfiere del bianco · e5 cavallo del nero · f5 pedone del nero · d4 donna del bianco · c3 cavallo del bianco · a2 pedone del bianco · b2 pedone del bianco · c2 pedone del bianco · f2 pedone del bianco · g2 pedone del bianco · h2 pedone del bianco · a1 torre del bianco · c1 alfiere del bianco · f1 torre del bianco · g1 re del bianco | a8 torre del nero · c8 alfiere del nero · d8 donna del nero · f8 torre del nero · g8 re del nero · a7 pedone del nero · b7 pedone del nero · c7 pedone del nero · d7 pedone del nero · g7 pedone del nero · h7 pedone del nero · f6 cavallo del nero · b5 alfiere del bianco · e5 cavallo del nero · f5 pedone del nero · d4 donna del bianco · c3 cavallo del bianco · a2 pedone del bianco · b2 pedone del bianco · c2 pedone del bianco · f2 pedone del bianco · g2 pedone del bianco · h2 pedone del bianco · a1 torre del bianco · c1 alfiere del bianco · f1 torre del bianco · g1 re del bianco | a8 torre del nero · c8 alfiere del nero · d8 donna del nero · f8 torre del nero · g8 re del nero · a7 pedone del nero · b7 pedone del nero · c7 pedone del nero · d7 pedone del nero · g7 pedone del nero · h7 pedone del nero · f6 cavallo del nero · b5 alfiere del bianco · e5 cavallo del nero · f5 pedone del nero · d4 donna del bianco · c3 cavallo del bianco · a2 pedone del bianco · b2 pedone del bianco · c2 pedone del bianco · f2 pedone del bianco · g2 pedone del bianco · h2 pedone del bianco · a1 torre del bianco · c1 alfiere del bianco · f1 torre del bianco · g1 re del bianco | a8 torre del nero · c8 alfiere del nero · d8 donna del nero · f8 torre del nero · g8 re del nero · a7 pedone del nero · b7 pedone del nero · c7 pedone del nero · d7 pedone del nero · g7 pedone del nero · h7 pedone del nero · f6 cavallo del nero · b5 alfiere del bianco · e5 cavallo del nero · f5 pedone del nero · d4 donna del bianco · c3 cavallo del bianco · a2 pedone del bianco · b2 pedone del bianco · c2 pedone del bianco · f2 pedone del bianco · g2 pedone del bianco · h2 pedone del bianco · a1 torre del bianco · c1 alfiere del bianco · f1 torre del bianco · g1 re del bianco | a8 torre del nero · c8 alfiere del nero · d8 donna del nero · f8 torre del nero · g8 re del nero · a7 pedone del nero · b7 pedone del nero · c7 pedone del nero · d7 pedone del nero · g7 pedone del nero · h7 pedone del nero · f6 cavallo del nero · b5 alfiere del bianco · e5 cavallo del nero · f5 pedone del nero · d4 donna del bianco · c3 cavallo del bianco · a2 pedone del bianco · b2 pedone del bianco · c2 pedone del bianco · f2 pedone del bianco · g2 pedone del bianco · h2 pedone del bianco · a1 torre del bianco · c1 alfiere del bianco · f1 torre del bianco · g1 re del bianco | 2 |
| 1 | a8 torre del nero · c8 alfiere del nero · d8 donna del nero · f8 torre del nero · g8 re del nero · a7 pedone del nero · b7 pedone del nero · c7 pedone del nero · d7 pedone del nero · g7 pedone del nero · h7 pedone del nero · f6 cavallo del nero · b5 alfiere del bianco · e5 cavallo del nero · f5 pedone del nero · d4 donna del bianco · c3 cavallo del bianco · a2 pedone del bianco · b2 pedone del bianco · c2 pedone del bianco · f2 pedone del bianco · g2 pedone del bianco · h2 pedone del bianco · a1 torre del bianco · c1 alfiere del bianco · f1 torre del bianco · g1 re del bianco | a8 torre del nero · c8 alfiere del nero · d8 donna del nero · f8 torre del nero · g8 re del nero · a7 pedone del nero · b7 pedone del nero · c7 pedone del nero · d7 pedone del nero · g7 pedone del nero · h7 pedone del nero · f6 cavallo del nero · b5 alfiere del bianco · e5 cavallo del nero · f5 pedone del nero · d4 donna del bianco · c3 cavallo del bianco · a2 pedone del bianco · b2 pedone del bianco · c2 pedone del bianco · f2 pedone del bianco · g2 pedone del bianco · h2 pedone del bianco · a1 torre del bianco · c1 alfiere del bianco · f1 torre del bianco · g1 re del bianco | a8 torre del nero · c8 alfiere del nero · d8 donna del nero · f8 torre del nero · g8 re del nero · a7 pedone del nero · b7 pedone del nero · c7 pedone del nero · d7 pedone del nero · g7 pedone del nero · h7 pedone del nero · f6 cavallo del nero · b5 alfiere del bianco · e5 cavallo del nero · f5 pedone del nero · d4 donna del bianco · c3 cavallo del bianco · a2 pedone del bianco · b2 pedone del bianco · c2 pedone del bianco · f2 pedone del bianco · g2 pedone del bianco · h2 pedone del bianco · a1 torre del bianco · c1 alfiere del bianco · f1 torre del bianco · g1 re del bianco | a8 torre del nero · c8 alfiere del nero · d8 donna del nero · f8 torre del nero · g8 re del nero · a7 pedone del nero · b7 pedone del nero · c7 pedone del nero · d7 pedone del nero · g7 pedone del nero · h7 pedone del nero · f6 cavallo del nero · b5 alfiere del bianco · e5 cavallo del nero · f5 pedone del nero · d4 donna del bianco · c3 cavallo del bianco · a2 pedone del bianco · b2 pedone del bianco · c2 pedone del bianco · f2 pedone del bianco · g2 pedone del bianco · h2 pedone del bianco · a1 torre del bianco · c1 alfiere del bianco · f1 torre del bianco · g1 re del bianco | a8 torre del nero · c8 alfiere del nero · d8 donna del nero · f8 torre del nero · g8 re del nero · a7 pedone del nero · b7 pedone del nero · c7 pedone del nero · d7 pedone del nero · g7 pedone del nero · h7 pedone del nero · f6 cavallo del nero · b5 alfiere del bianco · e5 cavallo del nero · f5 pedone del nero · d4 donna del bianco · c3 cavallo del bianco · a2 pedone del bianco · b2 pedone del bianco · c2 pedone del bianco · f2 pedone del bianco · g2 pedone del bianco · h2 pedone del bianco · a1 torre del bianco · c1 alfiere del bianco · f1 torre del bianco · g1 re del bianco | a8 torre del nero · c8 alfiere del nero · d8 donna del nero · f8 torre del nero · g8 re del nero · a7 pedone del nero · b7 pedone del nero · c7 pedone del nero · d7 pedone del nero · g7 pedone del nero · h7 pedone del nero · f6 cavallo del nero · b5 alfiere del bianco · e5 cavallo del nero · f5 pedone del nero · d4 donna del bianco · c3 cavallo del bianco · a2 pedone del bianco · b2 pedone del bianco · c2 pedone del bianco · f2 pedone del bianco · g2 pedone del bianco · h2 pedone del bianco · a1 torre del bianco · c1 alfiere del bianco · f1 torre del bianco · g1 re del bianco | a8 torre del nero · c8 alfiere del nero · d8 donna del nero · f8 torre del nero · g8 re del nero · a7 pedone del nero · b7 pedone del nero · c7 pedone del nero · d7 pedone del nero · g7 pedone del nero · h7 pedone del nero · f6 cavallo del nero · b5 alfiere del bianco · e5 cavallo del nero · f5 pedone del nero · d4 donna del bianco · c3 cavallo del bianco · a2 pedone del bianco · b2 pedone del bianco · c2 pedone del bianco · f2 pedone del bianco · g2 pedone del bianco · h2 pedone del bianco · a1 torre del bianco · c1 alfiere del bianco · f1 torre del bianco · g1 re del bianco | a8 torre del nero · c8 alfiere del nero · d8 donna del nero · f8 torre del nero · g8 re del nero · a7 pedone del nero · b7 pedone del nero · c7 pedone del nero · d7 pedone del nero · g7 pedone del nero · h7 pedone del nero · f6 cavallo del nero · b5 alfiere del bianco · e5 cavallo del nero · f5 pedone del nero · d4 donna del bianco · c3 cavallo del bianco · a2 pedone del bianco · b2 pedone del bianco · c2 pedone del bianco · f2 pedone del bianco · g2 pedone del bianco · h2 pedone del bianco · a1 torre del bianco · c1 alfiere del bianco · f1 torre del bianco · g1 re del bianco | 1 |
|   | a | b | c | d | e | f | g | h |   |

Un'altra possibile continuazione è data dalla sequenza: 

4.Cc3 Cf6

5.exf5 Ac5

6.0-0 0-0 

7.Cxe5 Cex5

8.d4 Axd4

9.Dxd4
 
e il Bianco si ritrova con un pedone di vantaggio e la coppia degli Alfieri, anche se, a gioco corretto, la sua posizione è solo leggermente migliore.

### 4.De2
Con la mossa 4.De2 il Bianco mostra la sua volontà di vincere il pedone della casa e5. Non è facile per il Nero impedirlo, e francamente non dovrebbe nemmeno provarci, poiché era proprio lo scopo tipico del gambetto quello di far prendere il pedone all'avversario, facendogli perdere dei tempi, che vengono usati per ottenere vantaggi nello sviluppo e nella posizione dei pezzi.
La partita prosegue con:

4.De2 fxe4

5.Dxe4 Cf6

6.De2 Ae7

### 4.exf5 (Gambetto Jaenisch accettato)
Questa è considerata una risposta anche troppo tranquilla al gambetto proposto dal Nero: la debole mossa offre al Nero buone possibilità di prendere l'iniziativa e il pedone f perso può di solito essere recuperato a tempo debito. Il Nero prosegue normalmente facendo avanzare il pedone e con
4...e4

e il Bianco è forzato allo scambio Alfiere-Cavallo per evitare una fuga del suo Cavallo nella posizione di casa con

5.Axc6 dxc6

Il Bianco potrebbe anche cercare di minacciare il pedone in e con 5.De2, ma il Nero ha la possibilità di replicare con 5...De7, ribadendo le sue intenzioni contro il Cavallo e rendendo praticamente inevitabile lo scambio Alfiere-Cavallo.
Per proteggere il Cavallo, senza farlo rientrare, il Bianco può spostare la Donna e minacciare a raggi X il Re avversario, ma il Nero può rispondere proteggendolo con la sua Donna. A questo punto il Bianco deve assolutamente spostare il Cavallo, proteggendo il pedone avanzato, ma il Nero ha in serbo la mossa 67..Ch6 con attacco doppio al pedone. In sintesi

|   | a | b | c | d | e | f | g | h |   |
| 8 | a8 torre del nero · c8 alfiere del nero · d8 donna del nero · e8 re del nero · f8 alfiere del nero · h8 torre del nero · a7 pedone del nero · b7 pedone del nero · c7 pedone del nero · g7 pedone del nero · h7 pedone del nero · c6 pedone del nero · h6 cavallo del nero · f5 pedone del bianco · d4 cavallo del bianco · e4 pedone del nero · a2 pedone del bianco · b2 pedone del bianco · c2 pedone del bianco · d2 pedone del bianco · f2 pedone del bianco · g2 pedone del bianco · h2 pedone del bianco · a1 torre del bianco · b1 cavallo del bianco · c1 alfiere del bianco · d1 donna del bianco · e1 re del bianco · h1 torre del bianco | a8 torre del nero · c8 alfiere del nero · d8 donna del nero · e8 re del nero · f8 alfiere del nero · h8 torre del nero · a7 pedone del nero · b7 pedone del nero · c7 pedone del nero · g7 pedone del nero · h7 pedone del nero · c6 pedone del nero · h6 cavallo del nero · f5 pedone del bianco · d4 cavallo del bianco · e4 pedone del nero · a2 pedone del bianco · b2 pedone del bianco · c2 pedone del bianco · d2 pedone del bianco · f2 pedone del bianco · g2 pedone del bianco · h2 pedone del bianco · a1 torre del bianco · b1 cavallo del bianco · c1 alfiere del bianco · d1 donna del bianco · e1 re del bianco · h1 torre del bianco | a8 torre del nero · c8 alfiere del nero · d8 donna del nero · e8 re del nero · f8 alfiere del nero · h8 torre del nero · a7 pedone del nero · b7 pedone del nero · c7 pedone del nero · g7 pedone del nero · h7 pedone del nero · c6 pedone del nero · h6 cavallo del nero · f5 pedone del bianco · d4 cavallo del bianco · e4 pedone del nero · a2 pedone del bianco · b2 pedone del bianco · c2 pedone del bianco · d2 pedone del bianco · f2 pedone del bianco · g2 pedone del bianco · h2 pedone del bianco · a1 torre del bianco · b1 cavallo del bianco · c1 alfiere del bianco · d1 donna del bianco · e1 re del bianco · h1 torre del bianco | a8 torre del nero · c8 alfiere del nero · d8 donna del nero · e8 re del nero · f8 alfiere del nero · h8 torre del nero · a7 pedone del nero · b7 pedone del nero · c7 pedone del nero · g7 pedone del nero · h7 pedone del nero · c6 pedone del nero · h6 cavallo del nero · f5 pedone del bianco · d4 cavallo del bianco · e4 pedone del nero · a2 pedone del bianco · b2 pedone del bianco · c2 pedone del bianco · d2 pedone del bianco · f2 pedone del bianco · g2 pedone del bianco · h2 pedone del bianco · a1 torre del bianco · b1 cavallo del bianco · c1 alfiere del bianco · d1 donna del bianco · e1 re del bianco · h1 torre del bianco | a8 torre del nero · c8 alfiere del nero · d8 donna del nero · e8 re del nero · f8 alfiere del nero · h8 torre del nero · a7 pedone del nero · b7 pedone del nero · c7 pedone del nero · g7 pedone del nero · h7 pedone del nero · c6 pedone del nero · h6 cavallo del nero · f5 pedone del bianco · d4 cavallo del bianco · e4 pedone del nero · a2 pedone del bianco · b2 pedone del bianco · c2 pedone del bianco · d2 pedone del bianco · f2 pedone del bianco · g2 pedone del bianco · h2 pedone del bianco · a1 torre del bianco · b1 cavallo del bianco · c1 alfiere del bianco · d1 donna del bianco · e1 re del bianco · h1 torre del bianco | a8 torre del nero · c8 alfiere del nero · d8 donna del nero · e8 re del nero · f8 alfiere del nero · h8 torre del nero · a7 pedone del nero · b7 pedone del nero · c7 pedone del nero · g7 pedone del nero · h7 pedone del nero · c6 pedone del nero · h6 cavallo del nero · f5 pedone del bianco · d4 cavallo del bianco · e4 pedone del nero · a2 pedone del bianco · b2 pedone del bianco · c2 pedone del bianco · d2 pedone del bianco · f2 pedone del bianco · g2 pedone del bianco · h2 pedone del bianco · a1 torre del bianco · b1 cavallo del bianco · c1 alfiere del bianco · d1 donna del bianco · e1 re del bianco · h1 torre del bianco | a8 torre del nero · c8 alfiere del nero · d8 donna del nero · e8 re del nero · f8 alfiere del nero · h8 torre del nero · a7 pedone del nero · b7 pedone del nero · c7 pedone del nero · g7 pedone del nero · h7 pedone del nero · c6 pedone del nero · h6 cavallo del nero · f5 pedone del bianco · d4 cavallo del bianco · e4 pedone del nero · a2 pedone del bianco · b2 pedone del bianco · c2 pedone del bianco · d2 pedone del bianco · f2 pedone del bianco · g2 pedone del bianco · h2 pedone del bianco · a1 torre del bianco · b1 cavallo del bianco · c1 alfiere del bianco · d1 donna del bianco · e1 re del bianco · h1 torre del bianco | a8 torre del nero · c8 alfiere del nero · d8 donna del nero · e8 re del nero · f8 alfiere del nero · h8 torre del nero · a7 pedone del nero · b7 pedone del nero · c7 pedone del nero · g7 pedone del nero · h7 pedone del nero · c6 pedone del nero · h6 cavallo del nero · f5 pedone del bianco · d4 cavallo del bianco · e4 pedone del nero · a2 pedone del bianco · b2 pedone del bianco · c2 pedone del bianco · d2 pedone del bianco · f2 pedone del bianco · g2 pedone del bianco · h2 pedone del bianco · a1 torre del bianco · b1 cavallo del bianco · c1 alfiere del bianco · d1 donna del bianco · e1 re del bianco · h1 torre del bianco | 8 |
| 7 | a8 torre del nero · c8 alfiere del nero · d8 donna del nero · e8 re del nero · f8 alfiere del nero · h8 torre del nero · a7 pedone del nero · b7 pedone del nero · c7 pedone del nero · g7 pedone del nero · h7 pedone del nero · c6 pedone del nero · h6 cavallo del nero · f5 pedone del bianco · d4 cavallo del bianco · e4 pedone del nero · a2 pedone del bianco · b2 pedone del bianco · c2 pedone del bianco · d2 pedone del bianco · f2 pedone del bianco · g2 pedone del bianco · h2 pedone del bianco · a1 torre del bianco · b1 cavallo del bianco · c1 alfiere del bianco · d1 donna del bianco · e1 re del bianco · h1 torre del bianco | a8 torre del nero · c8 alfiere del nero · d8 donna del nero · e8 re del nero · f8 alfiere del nero · h8 torre del nero · a7 pedone del nero · b7 pedone del nero · c7 pedone del nero · g7 pedone del nero · h7 pedone del nero · c6 pedone del nero · h6 cavallo del nero · f5 pedone del bianco · d4 cavallo del bianco · e4 pedone del nero · a2 pedone del bianco · b2 pedone del bianco · c2 pedone del bianco · d2 pedone del bianco · f2 pedone del bianco · g2 pedone del bianco · h2 pedone del bianco · a1 torre del bianco · b1 cavallo del bianco · c1 alfiere del bianco · d1 donna del bianco · e1 re del bianco · h1 torre del bianco | a8 torre del nero · c8 alfiere del nero · d8 donna del nero · e8 re del nero · f8 alfiere del nero · h8 torre del nero · a7 pedone del nero · b7 pedone del nero · c7 pedone del nero · g7 pedone del nero · h7 pedone del nero · c6 pedone del nero · h6 cavallo del nero · f5 pedone del bianco · d4 cavallo del bianco · e4 pedone del nero · a2 pedone del bianco · b2 pedone del bianco · c2 pedone del bianco · d2 pedone del bianco · f2 pedone del bianco · g2 pedone del bianco · h2 pedone del bianco · a1 torre del bianco · b1 cavallo del bianco · c1 alfiere del bianco · d1 donna del bianco · e1 re del bianco · h1 torre del bianco | a8 torre del nero · c8 alfiere del nero · d8 donna del nero · e8 re del nero · f8 alfiere del nero · h8 torre del nero · a7 pedone del nero · b7 pedone del nero · c7 pedone del nero · g7 pedone del nero · h7 pedone del nero · c6 pedone del nero · h6 cavallo del nero · f5 pedone del bianco · d4 cavallo del bianco · e4 pedone del nero · a2 pedone del bianco · b2 pedone del bianco · c2 pedone del bianco · d2 pedone del bianco · f2 pedone del bianco · g2 pedone del bianco · h2 pedone del bianco · a1 torre del bianco · b1 cavallo del bianco · c1 alfiere del bianco · d1 donna del bianco · e1 re del bianco · h1 torre del bianco | a8 torre del nero · c8 alfiere del nero · d8 donna del nero · e8 re del nero · f8 alfiere del nero · h8 torre del nero · a7 pedone del nero · b7 pedone del nero · c7 pedone del nero · g7 pedone del nero · h7 pedone del nero · c6 pedone del nero · h6 cavallo del nero · f5 pedone del bianco · d4 cavallo del bianco · e4 pedone del nero · a2 pedone del bianco · b2 pedone del bianco · c2 pedone del bianco · d2 pedone del bianco · f2 pedone del bianco · g2 pedone del bianco · h2 pedone del bianco · a1 torre del bianco · b1 cavallo del bianco · c1 alfiere del bianco · d1 donna del bianco · e1 re del bianco · h1 torre del bianco | a8 torre del nero · c8 alfiere del nero · d8 donna del nero · e8 re del nero · f8 alfiere del nero · h8 torre del nero · a7 pedone del nero · b7 pedone del nero · c7 pedone del nero · g7 pedone del nero · h7 pedone del nero · c6 pedone del nero · h6 cavallo del nero · f5 pedone del bianco · d4 cavallo del bianco · e4 pedone del nero · a2 pedone del bianco · b2 pedone del bianco · c2 pedone del bianco · d2 pedone del bianco · f2 pedone del bianco · g2 pedone del bianco · h2 pedone del bianco · a1 torre del bianco · b1 cavallo del bianco · c1 alfiere del bianco · d1 donna del bianco · e1 re del bianco · h1 torre del bianco | a8 torre del nero · c8 alfiere del nero · d8 donna del nero · e8 re del nero · f8 alfiere del nero · h8 torre del nero · a7 pedone del nero · b7 pedone del nero · c7 pedone del nero · g7 pedone del nero · h7 pedone del nero · c6 pedone del nero · h6 cavallo del nero · f5 pedone del bianco · d4 cavallo del bianco · e4 pedone del nero · a2 pedone del bianco · b2 pedone del bianco · c2 pedone del bianco · d2 pedone del bianco · f2 pedone del bianco · g2 pedone del bianco · h2 pedone del bianco · a1 torre del bianco · b1 cavallo del bianco · c1 alfiere del bianco · d1 donna del bianco · e1 re del bianco · h1 torre del bianco | a8 torre del nero · c8 alfiere del nero · d8 donna del nero · e8 re del nero · f8 alfiere del nero · h8 torre del nero · a7 pedone del nero · b7 pedone del nero · c7 pedone del nero · g7 pedone del nero · h7 pedone del nero · c6 pedone del nero · h6 cavallo del nero · f5 pedone del bianco · d4 cavallo del bianco · e4 pedone del nero · a2 pedone del bianco · b2 pedone del bianco · c2 pedone del bianco · d2 pedone del bianco · f2 pedone del bianco · g2 pedone del bianco · h2 pedone del bianco · a1 torre del bianco · b1 cavallo del bianco · c1 alfiere del bianco · d1 donna del bianco · e1 re del bianco · h1 torre del bianco | 7 |
| 6 | a8 torre del nero · c8 alfiere del nero · d8 donna del nero · e8 re del nero · f8 alfiere del nero · h8 torre del nero · a7 pedone del nero · b7 pedone del nero · c7 pedone del nero · g7 pedone del nero · h7 pedone del nero · c6 pedone del nero · h6 cavallo del nero · f5 pedone del bianco · d4 cavallo del bianco · e4 pedone del nero · a2 pedone del bianco · b2 pedone del bianco · c2 pedone del bianco · d2 pedone del bianco · f2 pedone del bianco · g2 pedone del bianco · h2 pedone del bianco · a1 torre del bianco · b1 cavallo del bianco · c1 alfiere del bianco · d1 donna del bianco · e1 re del bianco · h1 torre del bianco | a8 torre del nero · c8 alfiere del nero · d8 donna del nero · e8 re del nero · f8 alfiere del nero · h8 torre del nero · a7 pedone del nero · b7 pedone del nero · c7 pedone del nero · g7 pedone del nero · h7 pedone del nero · c6 pedone del nero · h6 cavallo del nero · f5 pedone del bianco · d4 cavallo del bianco · e4 pedone del nero · a2 pedone del bianco · b2 pedone del bianco · c2 pedone del bianco · d2 pedone del bianco · f2 pedone del bianco · g2 pedone del bianco · h2 pedone del bianco · a1 torre del bianco · b1 cavallo del bianco · c1 alfiere del bianco · d1 donna del bianco · e1 re del bianco · h1 torre del bianco | a8 torre del nero · c8 alfiere del nero · d8 donna del nero · e8 re del nero · f8 alfiere del nero · h8 torre del nero · a7 pedone del nero · b7 pedone del nero · c7 pedone del nero · g7 pedone del nero · h7 pedone del nero · c6 pedone del nero · h6 cavallo del nero · f5 pedone del bianco · d4 cavallo del bianco · e4 pedone del nero · a2 pedone del bianco · b2 pedone del bianco · c2 pedone del bianco · d2 pedone del bianco · f2 pedone del bianco · g2 pedone del bianco · h2 pedone del bianco · a1 torre del bianco · b1 cavallo del bianco · c1 alfiere del bianco · d1 donna del bianco · e1 re del bianco · h1 torre del bianco | a8 torre del nero · c8 alfiere del nero · d8 donna del nero · e8 re del nero · f8 alfiere del nero · h8 torre del nero · a7 pedone del nero · b7 pedone del nero · c7 pedone del nero · g7 pedone del nero · h7 pedone del nero · c6 pedone del nero · h6 cavallo del nero · f5 pedone del bianco · d4 cavallo del bianco · e4 pedone del nero · a2 pedone del bianco · b2 pedone del bianco · c2 pedone del bianco · d2 pedone del bianco · f2 pedone del bianco · g2 pedone del bianco · h2 pedone del bianco · a1 torre del bianco · b1 cavallo del bianco · c1 alfiere del bianco · d1 donna del bianco · e1 re del bianco · h1 torre del bianco | a8 torre del nero · c8 alfiere del nero · d8 donna del nero · e8 re del nero · f8 alfiere del nero · h8 torre del nero · a7 pedone del nero · b7 pedone del nero · c7 pedone del nero · g7 pedone del nero · h7 pedone del nero · c6 pedone del nero · h6 cavallo del nero · f5 pedone del bianco · d4 cavallo del bianco · e4 pedone del nero · a2 pedone del bianco · b2 pedone del bianco · c2 pedone del bianco · d2 pedone del bianco · f2 pedone del bianco · g2 pedone del bianco · h2 pedone del bianco · a1 torre del bianco · b1 cavallo del bianco · c1 alfiere del bianco · d1 donna del bianco · e1 re del bianco · h1 torre del bianco | a8 torre del nero · c8 alfiere del nero · d8 donna del nero · e8 re del nero · f8 alfiere del nero · h8 torre del nero · a7 pedone del nero · b7 pedone del nero · c7 pedone del nero · g7 pedone del nero · h7 pedone del nero · c6 pedone del nero · h6 cavallo del nero · f5 pedone del bianco · d4 cavallo del bianco · e4 pedone del nero · a2 pedone del bianco · b2 pedone del bianco · c2 pedone del bianco · d2 pedone del bianco · f2 pedone del bianco · g2 pedone del bianco · h2 pedone del bianco · a1 torre del bianco · b1 cavallo del bianco · c1 alfiere del bianco · d1 donna del bianco · e1 re del bianco · h1 torre del bianco | a8 torre del nero · c8 alfiere del nero · d8 donna del nero · e8 re del nero · f8 alfiere del nero · h8 torre del nero · a7 pedone del nero · b7 pedone del nero · c7 pedone del nero · g7 pedone del nero · h7 pedone del nero · c6 pedone del nero · h6 cavallo del nero · f5 pedone del bianco · d4 cavallo del bianco · e4 pedone del nero · a2 pedone del bianco · b2 pedone del bianco · c2 pedone del bianco · d2 pedone del bianco · f2 pedone del bianco · g2 pedone del bianco · h2 pedone del bianco · a1 torre del bianco · b1 cavallo del bianco · c1 alfiere del bianco · d1 donna del bianco · e1 re del bianco · h1 torre del bianco | a8 torre del nero · c8 alfiere del nero · d8 donna del nero · e8 re del nero · f8 alfiere del nero · h8 torre del nero · a7 pedone del nero · b7 pedone del nero · c7 pedone del nero · g7 pedone del nero · h7 pedone del nero · c6 pedone del nero · h6 cavallo del nero · f5 pedone del bianco · d4 cavallo del bianco · e4 pedone del nero · a2 pedone del bianco · b2 pedone del bianco · c2 pedone del bianco · d2 pedone del bianco · f2 pedone del bianco · g2 pedone del bianco · h2 pedone del bianco · a1 torre del bianco · b1 cavallo del bianco · c1 alfiere del bianco · d1 donna del bianco · e1 re del bianco · h1 torre del bianco | 6 |
| 5 | a8 torre del nero · c8 alfiere del nero · d8 donna del nero · e8 re del nero · f8 alfiere del nero · h8 torre del nero · a7 pedone del nero · b7 pedone del nero · c7 pedone del nero · g7 pedone del nero · h7 pedone del nero · c6 pedone del nero · h6 cavallo del nero · f5 pedone del bianco · d4 cavallo del bianco · e4 pedone del nero · a2 pedone del bianco · b2 pedone del bianco · c2 pedone del bianco · d2 pedone del bianco · f2 pedone del bianco · g2 pedone del bianco · h2 pedone del bianco · a1 torre del bianco · b1 cavallo del bianco · c1 alfiere del bianco · d1 donna del bianco · e1 re del bianco · h1 torre del bianco | a8 torre del nero · c8 alfiere del nero · d8 donna del nero · e8 re del nero · f8 alfiere del nero · h8 torre del nero · a7 pedone del nero · b7 pedone del nero · c7 pedone del nero · g7 pedone del nero · h7 pedone del nero · c6 pedone del nero · h6 cavallo del nero · f5 pedone del bianco · d4 cavallo del bianco · e4 pedone del nero · a2 pedone del bianco · b2 pedone del bianco · c2 pedone del bianco · d2 pedone del bianco · f2 pedone del bianco · g2 pedone del bianco · h2 pedone del bianco · a1 torre del bianco · b1 cavallo del bianco · c1 alfiere del bianco · d1 donna del bianco · e1 re del bianco · h1 torre del bianco | a8 torre del nero · c8 alfiere del nero · d8 donna del nero · e8 re del nero · f8 alfiere del nero · h8 torre del nero · a7 pedone del nero · b7 pedone del nero · c7 pedone del nero · g7 pedone del nero · h7 pedone del nero · c6 pedone del nero · h6 cavallo del nero · f5 pedone del bianco · d4 cavallo del bianco · e4 pedone del nero · a2 pedone del bianco · b2 pedone del bianco · c2 pedone del bianco · d2 pedone del bianco · f2 pedone del bianco · g2 pedone del bianco · h2 pedone del bianco · a1 torre del bianco · b1 cavallo del bianco · c1 alfiere del bianco · d1 donna del bianco · e1 re del bianco · h1 torre del bianco | a8 torre del nero · c8 alfiere del nero · d8 donna del nero · e8 re del nero · f8 alfiere del nero · h8 torre del nero · a7 pedone del nero · b7 pedone del nero · c7 pedone del nero · g7 pedone del nero · h7 pedone del nero · c6 pedone del nero · h6 cavallo del nero · f5 pedone del bianco · d4 cavallo del bianco · e4 pedone del nero · a2 pedone del bianco · b2 pedone del bianco · c2 pedone del bianco · d2 pedone del bianco · f2 pedone del bianco · g2 pedone del bianco · h2 pedone del bianco · a1 torre del bianco · b1 cavallo del bianco · c1 alfiere del bianco · d1 donna del bianco · e1 re del bianco · h1 torre del bianco | a8 torre del nero · c8 alfiere del nero · d8 donna del nero · e8 re del nero · f8 alfiere del nero · h8 torre del nero · a7 pedone del nero · b7 pedone del nero · c7 pedone del nero · g7 pedone del nero · h7 pedone del nero · c6 pedone del nero · h6 cavallo del nero · f5 pedone del bianco · d4 cavallo del bianco · e4 pedone del nero · a2 pedone del bianco · b2 pedone del bianco · c2 pedone del bianco · d2 pedone del bianco · f2 pedone del bianco · g2 pedone del bianco · h2 pedone del bianco · a1 torre del bianco · b1 cavallo del bianco · c1 alfiere del bianco · d1 donna del bianco · e1 re del bianco · h1 torre del bianco | a8 torre del nero · c8 alfiere del nero · d8 donna del nero · e8 re del nero · f8 alfiere del nero · h8 torre del nero · a7 pedone del nero · b7 pedone del nero · c7 pedone del nero · g7 pedone del nero · h7 pedone del nero · c6 pedone del nero · h6 cavallo del nero · f5 pedone del bianco · d4 cavallo del bianco · e4 pedone del nero · a2 pedone del bianco · b2 pedone del bianco · c2 pedone del bianco · d2 pedone del bianco · f2 pedone del bianco · g2 pedone del bianco · h2 pedone del bianco · a1 torre del bianco · b1 cavallo del bianco · c1 alfiere del bianco · d1 donna del bianco · e1 re del bianco · h1 torre del bianco | a8 torre del nero · c8 alfiere del nero · d8 donna del nero · e8 re del nero · f8 alfiere del nero · h8 torre del nero · a7 pedone del nero · b7 pedone del nero · c7 pedone del nero · g7 pedone del nero · h7 pedone del nero · c6 pedone del nero · h6 cavallo del nero · f5 pedone del bianco · d4 cavallo del bianco · e4 pedone del nero · a2 pedone del bianco · b2 pedone del bianco · c2 pedone del bianco · d2 pedone del bianco · f2 pedone del bianco · g2 pedone del bianco · h2 pedone del bianco · a1 torre del bianco · b1 cavallo del bianco · c1 alfiere del bianco · d1 donna del bianco · e1 re del bianco · h1 torre del bianco | a8 torre del nero · c8 alfiere del nero · d8 donna del nero · e8 re del nero · f8 alfiere del nero · h8 torre del nero · a7 pedone del nero · b7 pedone del nero · c7 pedone del nero · g7 pedone del nero · h7 pedone del nero · c6 pedone del nero · h6 cavallo del nero · f5 pedone del bianco · d4 cavallo del bianco · e4 pedone del nero · a2 pedone del bianco · b2 pedone del bianco · c2 pedone del bianco · d2 pedone del bianco · f2 pedone del bianco · g2 pedone del bianco · h2 pedone del bianco · a1 torre del bianco · b1 cavallo del bianco · c1 alfiere del bianco · d1 donna del bianco · e1 re del bianco · h1 torre del bianco | 5 |
| 4 | a8 torre del nero · c8 alfiere del nero · d8 donna del nero · e8 re del nero · f8 alfiere del nero · h8 torre del nero · a7 pedone del nero · b7 pedone del nero · c7 pedone del nero · g7 pedone del nero · h7 pedone del nero · c6 pedone del nero · h6 cavallo del nero · f5 pedone del bianco · d4 cavallo del bianco · e4 pedone del nero · a2 pedone del bianco · b2 pedone del bianco · c2 pedone del bianco · d2 pedone del bianco · f2 pedone del bianco · g2 pedone del bianco · h2 pedone del bianco · a1 torre del bianco · b1 cavallo del bianco · c1 alfiere del bianco · d1 donna del bianco · e1 re del bianco · h1 torre del bianco | a8 torre del nero · c8 alfiere del nero · d8 donna del nero · e8 re del nero · f8 alfiere del nero · h8 torre del nero · a7 pedone del nero · b7 pedone del nero · c7 pedone del nero · g7 pedone del nero · h7 pedone del nero · c6 pedone del nero · h6 cavallo del nero · f5 pedone del bianco · d4 cavallo del bianco · e4 pedone del nero · a2 pedone del bianco · b2 pedone del bianco · c2 pedone del bianco · d2 pedone del bianco · f2 pedone del bianco · g2 pedone del bianco · h2 pedone del bianco · a1 torre del bianco · b1 cavallo del bianco · c1 alfiere del bianco · d1 donna del bianco · e1 re del bianco · h1 torre del bianco | a8 torre del nero · c8 alfiere del nero · d8 donna del nero · e8 re del nero · f8 alfiere del nero · h8 torre del nero · a7 pedone del nero · b7 pedone del nero · c7 pedone del nero · g7 pedone del nero · h7 pedone del nero · c6 pedone del nero · h6 cavallo del nero · f5 pedone del bianco · d4 cavallo del bianco · e4 pedone del nero · a2 pedone del bianco · b2 pedone del bianco · c2 pedone del bianco · d2 pedone del bianco · f2 pedone del bianco · g2 pedone del bianco · h2 pedone del bianco · a1 torre del bianco · b1 cavallo del bianco · c1 alfiere del bianco · d1 donna del bianco · e1 re del bianco · h1 torre del bianco | a8 torre del nero · c8 alfiere del nero · d8 donna del nero · e8 re del nero · f8 alfiere del nero · h8 torre del nero · a7 pedone del nero · b7 pedone del nero · c7 pedone del nero · g7 pedone del nero · h7 pedone del nero · c6 pedone del nero · h6 cavallo del nero · f5 pedone del bianco · d4 cavallo del bianco · e4 pedone del nero · a2 pedone del bianco · b2 pedone del bianco · c2 pedone del bianco · d2 pedone del bianco · f2 pedone del bianco · g2 pedone del bianco · h2 pedone del bianco · a1 torre del bianco · b1 cavallo del bianco · c1 alfiere del bianco · d1 donna del bianco · e1 re del bianco · h1 torre del bianco | a8 torre del nero · c8 alfiere del nero · d8 donna del nero · e8 re del nero · f8 alfiere del nero · h8 torre del nero · a7 pedone del nero · b7 pedone del nero · c7 pedone del nero · g7 pedone del nero · h7 pedone del nero · c6 pedone del nero · h6 cavallo del nero · f5 pedone del bianco · d4 cavallo del bianco · e4 pedone del nero · a2 pedone del bianco · b2 pedone del bianco · c2 pedone del bianco · d2 pedone del bianco · f2 pedone del bianco · g2 pedone del bianco · h2 pedone del bianco · a1 torre del bianco · b1 cavallo del bianco · c1 alfiere del bianco · d1 donna del bianco · e1 re del bianco · h1 torre del bianco | a8 torre del nero · c8 alfiere del nero · d8 donna del nero · e8 re del nero · f8 alfiere del nero · h8 torre del nero · a7 pedone del nero · b7 pedone del nero · c7 pedone del nero · g7 pedone del nero · h7 pedone del nero · c6 pedone del nero · h6 cavallo del nero · f5 pedone del bianco · d4 cavallo del bianco · e4 pedone del nero · a2 pedone del bianco · b2 pedone del bianco · c2 pedone del bianco · d2 pedone del bianco · f2 pedone del bianco · g2 pedone del bianco · h2 pedone del bianco · a1 torre del bianco · b1 cavallo del bianco · c1 alfiere del bianco · d1 donna del bianco · e1 re del bianco · h1 torre del bianco | a8 torre del nero · c8 alfiere del nero · d8 donna del nero · e8 re del nero · f8 alfiere del nero · h8 torre del nero · a7 pedone del nero · b7 pedone del nero · c7 pedone del nero · g7 pedone del nero · h7 pedone del nero · c6 pedone del nero · h6 cavallo del nero · f5 pedone del bianco · d4 cavallo del bianco · e4 pedone del nero · a2 pedone del bianco · b2 pedone del bianco · c2 pedone del bianco · d2 pedone del bianco · f2 pedone del bianco · g2 pedone del bianco · h2 pedone del bianco · a1 torre del bianco · b1 cavallo del bianco · c1 alfiere del bianco · d1 donna del bianco · e1 re del bianco · h1 torre del bianco | a8 torre del nero · c8 alfiere del nero · d8 donna del nero · e8 re del nero · f8 alfiere del nero · h8 torre del nero · a7 pedone del nero · b7 pedone del nero · c7 pedone del nero · g7 pedone del nero · h7 pedone del nero · c6 pedone del nero · h6 cavallo del nero · f5 pedone del bianco · d4 cavallo del bianco · e4 pedone del nero · a2 pedone del bianco · b2 pedone del bianco · c2 pedone del bianco · d2 pedone del bianco · f2 pedone del bianco · g2 pedone del bianco · h2 pedone del bianco · a1 torre del bianco · b1 cavallo del bianco · c1 alfiere del bianco · d1 donna del bianco · e1 re del bianco · h1 torre del bianco | 4 |
| 3 | a8 torre del nero · c8 alfiere del nero · d8 donna del nero · e8 re del nero · f8 alfiere del nero · h8 torre del nero · a7 pedone del nero · b7 pedone del nero · c7 pedone del nero · g7 pedone del nero · h7 pedone del nero · c6 pedone del nero · h6 cavallo del nero · f5 pedone del bianco · d4 cavallo del bianco · e4 pedone del nero · a2 pedone del bianco · b2 pedone del bianco · c2 pedone del bianco · d2 pedone del bianco · f2 pedone del bianco · g2 pedone del bianco · h2 pedone del bianco · a1 torre del bianco · b1 cavallo del bianco · c1 alfiere del bianco · d1 donna del bianco · e1 re del bianco · h1 torre del bianco | a8 torre del nero · c8 alfiere del nero · d8 donna del nero · e8 re del nero · f8 alfiere del nero · h8 torre del nero · a7 pedone del nero · b7 pedone del nero · c7 pedone del nero · g7 pedone del nero · h7 pedone del nero · c6 pedone del nero · h6 cavallo del nero · f5 pedone del bianco · d4 cavallo del bianco · e4 pedone del nero · a2 pedone del bianco · b2 pedone del bianco · c2 pedone del bianco · d2 pedone del bianco · f2 pedone del bianco · g2 pedone del bianco · h2 pedone del bianco · a1 torre del bianco · b1 cavallo del bianco · c1 alfiere del bianco · d1 donna del bianco · e1 re del bianco · h1 torre del bianco | a8 torre del nero · c8 alfiere del nero · d8 donna del nero · e8 re del nero · f8 alfiere del nero · h8 torre del nero · a7 pedone del nero · b7 pedone del nero · c7 pedone del nero · g7 pedone del nero · h7 pedone del nero · c6 pedone del nero · h6 cavallo del nero · f5 pedone del bianco · d4 cavallo del bianco · e4 pedone del nero · a2 pedone del bianco · b2 pedone del bianco · c2 pedone del bianco · d2 pedone del bianco · f2 pedone del bianco · g2 pedone del bianco · h2 pedone del bianco · a1 torre del bianco · b1 cavallo del bianco · c1 alfiere del bianco · d1 donna del bianco · e1 re del bianco · h1 torre del bianco | a8 torre del nero · c8 alfiere del nero · d8 donna del nero · e8 re del nero · f8 alfiere del nero · h8 torre del nero · a7 pedone del nero · b7 pedone del nero · c7 pedone del nero · g7 pedone del nero · h7 pedone del nero · c6 pedone del nero · h6 cavallo del nero · f5 pedone del bianco · d4 cavallo del bianco · e4 pedone del nero · a2 pedone del bianco · b2 pedone del bianco · c2 pedone del bianco · d2 pedone del bianco · f2 pedone del bianco · g2 pedone del bianco · h2 pedone del bianco · a1 torre del bianco · b1 cavallo del bianco · c1 alfiere del bianco · d1 donna del bianco · e1 re del bianco · h1 torre del bianco | a8 torre del nero · c8 alfiere del nero · d8 donna del nero · e8 re del nero · f8 alfiere del nero · h8 torre del nero · a7 pedone del nero · b7 pedone del nero · c7 pedone del nero · g7 pedone del nero · h7 pedone del nero · c6 pedone del nero · h6 cavallo del nero · f5 pedone del bianco · d4 cavallo del bianco · e4 pedone del nero · a2 pedone del bianco · b2 pedone del bianco · c2 pedone del bianco · d2 pedone del bianco · f2 pedone del bianco · g2 pedone del bianco · h2 pedone del bianco · a1 torre del bianco · b1 cavallo del bianco · c1 alfiere del bianco · d1 donna del bianco · e1 re del bianco · h1 torre del bianco | a8 torre del nero · c8 alfiere del nero · d8 donna del nero · e8 re del nero · f8 alfiere del nero · h8 torre del nero · a7 pedone del nero · b7 pedone del nero · c7 pedone del nero · g7 pedone del nero · h7 pedone del nero · c6 pedone del nero · h6 cavallo del nero · f5 pedone del bianco · d4 cavallo del bianco · e4 pedone del nero · a2 pedone del bianco · b2 pedone del bianco · c2 pedone del bianco · d2 pedone del bianco · f2 pedone del bianco · g2 pedone del bianco · h2 pedone del bianco · a1 torre del bianco · b1 cavallo del bianco · c1 alfiere del bianco · d1 donna del bianco · e1 re del bianco · h1 torre del bianco | a8 torre del nero · c8 alfiere del nero · d8 donna del nero · e8 re del nero · f8 alfiere del nero · h8 torre del nero · a7 pedone del nero · b7 pedone del nero · c7 pedone del nero · g7 pedone del nero · h7 pedone del nero · c6 pedone del nero · h6 cavallo del nero · f5 pedone del bianco · d4 cavallo del bianco · e4 pedone del nero · a2 pedone del bianco · b2 pedone del bianco · c2 pedone del bianco · d2 pedone del bianco · f2 pedone del bianco · g2 pedone del bianco · h2 pedone del bianco · a1 torre del bianco · b1 cavallo del bianco · c1 alfiere del bianco · d1 donna del bianco · e1 re del bianco · h1 torre del bianco | a8 torre del nero · c8 alfiere del nero · d8 donna del nero · e8 re del nero · f8 alfiere del nero · h8 torre del nero · a7 pedone del nero · b7 pedone del nero · c7 pedone del nero · g7 pedone del nero · h7 pedone del nero · c6 pedone del nero · h6 cavallo del nero · f5 pedone del bianco · d4 cavallo del bianco · e4 pedone del nero · a2 pedone del bianco · b2 pedone del bianco · c2 pedone del bianco · d2 pedone del bianco · f2 pedone del bianco · g2 pedone del bianco · h2 pedone del bianco · a1 torre del bianco · b1 cavallo del bianco · c1 alfiere del bianco · d1 donna del bianco · e1 re del bianco · h1 torre del bianco | 3 |
| 2 | a8 torre del nero · c8 alfiere del nero · d8 donna del nero · e8 re del nero · f8 alfiere del nero · h8 torre del nero · a7 pedone del nero · b7 pedone del nero · c7 pedone del nero · g7 pedone del nero · h7 pedone del nero · c6 pedone del nero · h6 cavallo del nero · f5 pedone del bianco · d4 cavallo del bianco · e4 pedone del nero · a2 pedone del bianco · b2 pedone del bianco · c2 pedone del bianco · d2 pedone del bianco · f2 pedone del bianco · g2 pedone del bianco · h2 pedone del bianco · a1 torre del bianco · b1 cavallo del bianco · c1 alfiere del bianco · d1 donna del bianco · e1 re del bianco · h1 torre del bianco | a8 torre del nero · c8 alfiere del nero · d8 donna del nero · e8 re del nero · f8 alfiere del nero · h8 torre del nero · a7 pedone del nero · b7 pedone del nero · c7 pedone del nero · g7 pedone del nero · h7 pedone del nero · c6 pedone del nero · h6 cavallo del nero · f5 pedone del bianco · d4 cavallo del bianco · e4 pedone del nero · a2 pedone del bianco · b2 pedone del bianco · c2 pedone del bianco · d2 pedone del bianco · f2 pedone del bianco · g2 pedone del bianco · h2 pedone del bianco · a1 torre del bianco · b1 cavallo del bianco · c1 alfiere del bianco · d1 donna del bianco · e1 re del bianco · h1 torre del bianco | a8 torre del nero · c8 alfiere del nero · d8 donna del nero · e8 re del nero · f8 alfiere del nero · h8 torre del nero · a7 pedone del nero · b7 pedone del nero · c7 pedone del nero · g7 pedone del nero · h7 pedone del nero · c6 pedone del nero · h6 cavallo del nero · f5 pedone del bianco · d4 cavallo del bianco · e4 pedone del nero · a2 pedone del bianco · b2 pedone del bianco · c2 pedone del bianco · d2 pedone del bianco · f2 pedone del bianco · g2 pedone del bianco · h2 pedone del bianco · a1 torre del bianco · b1 cavallo del bianco · c1 alfiere del bianco · d1 donna del bianco · e1 re del bianco · h1 torre del bianco | a8 torre del nero · c8 alfiere del nero · d8 donna del nero · e8 re del nero · f8 alfiere del nero · h8 torre del nero · a7 pedone del nero · b7 pedone del nero · c7 pedone del nero · g7 pedone del nero · h7 pedone del nero · c6 pedone del nero · h6 cavallo del nero · f5 pedone del bianco · d4 cavallo del bianco · e4 pedone del nero · a2 pedone del bianco · b2 pedone del bianco · c2 pedone del bianco · d2 pedone del bianco · f2 pedone del bianco · g2 pedone del bianco · h2 pedone del bianco · a1 torre del bianco · b1 cavallo del bianco · c1 alfiere del bianco · d1 donna del bianco · e1 re del bianco · h1 torre del bianco | a8 torre del nero · c8 alfiere del nero · d8 donna del nero · e8 re del nero · f8 alfiere del nero · h8 torre del nero · a7 pedone del nero · b7 pedone del nero · c7 pedone del nero · g7 pedone del nero · h7 pedone del nero · c6 pedone del nero · h6 cavallo del nero · f5 pedone del bianco · d4 cavallo del bianco · e4 pedone del nero · a2 pedone del bianco · b2 pedone del bianco · c2 pedone del bianco · d2 pedone del bianco · f2 pedone del bianco · g2 pedone del bianco · h2 pedone del bianco · a1 torre del bianco · b1 cavallo del bianco · c1 alfiere del bianco · d1 donna del bianco · e1 re del bianco · h1 torre del bianco | a8 torre del nero · c8 alfiere del nero · d8 donna del nero · e8 re del nero · f8 alfiere del nero · h8 torre del nero · a7 pedone del nero · b7 pedone del nero · c7 pedone del nero · g7 pedone del nero · h7 pedone del nero · c6 pedone del nero · h6 cavallo del nero · f5 pedone del bianco · d4 cavallo del bianco · e4 pedone del nero · a2 pedone del bianco · b2 pedone del bianco · c2 pedone del bianco · d2 pedone del bianco · f2 pedone del bianco · g2 pedone del bianco · h2 pedone del bianco · a1 torre del bianco · b1 cavallo del bianco · c1 alfiere del bianco · d1 donna del bianco · e1 re del bianco · h1 torre del bianco | a8 torre del nero · c8 alfiere del nero · d8 donna del nero · e8 re del nero · f8 alfiere del nero · h8 torre del nero · a7 pedone del nero · b7 pedone del nero · c7 pedone del nero · g7 pedone del nero · h7 pedone del nero · c6 pedone del nero · h6 cavallo del nero · f5 pedone del bianco · d4 cavallo del bianco · e4 pedone del nero · a2 pedone del bianco · b2 pedone del bianco · c2 pedone del bianco · d2 pedone del bianco · f2 pedone del bianco · g2 pedone del bianco · h2 pedone del bianco · a1 torre del bianco · b1 cavallo del bianco · c1 alfiere del bianco · d1 donna del bianco · e1 re del bianco · h1 torre del bianco | a8 torre del nero · c8 alfiere del nero · d8 donna del nero · e8 re del nero · f8 alfiere del nero · h8 torre del nero · a7 pedone del nero · b7 pedone del nero · c7 pedone del nero · g7 pedone del nero · h7 pedone del nero · c6 pedone del nero · h6 cavallo del nero · f5 pedone del bianco · d4 cavallo del bianco · e4 pedone del nero · a2 pedone del bianco · b2 pedone del bianco · c2 pedone del bianco · d2 pedone del bianco · f2 pedone del bianco · g2 pedone del bianco · h2 pedone del bianco · a1 torre del bianco · b1 cavallo del bianco · c1 alfiere del bianco · d1 donna del bianco · e1 re del bianco · h1 torre del bianco | 2 |
| 1 | a8 torre del nero · c8 alfiere del nero · d8 donna del nero · e8 re del nero · f8 alfiere del nero · h8 torre del nero · a7 pedone del nero · b7 pedone del nero · c7 pedone del nero · g7 pedone del nero · h7 pedone del nero · c6 pedone del nero · h6 cavallo del nero · f5 pedone del bianco · d4 cavallo del bianco · e4 pedone del nero · a2 pedone del bianco · b2 pedone del bianco · c2 pedone del bianco · d2 pedone del bianco · f2 pedone del bianco · g2 pedone del bianco · h2 pedone del bianco · a1 torre del bianco · b1 cavallo del bianco · c1 alfiere del bianco · d1 donna del bianco · e1 re del bianco · h1 torre del bianco | a8 torre del nero · c8 alfiere del nero · d8 donna del nero · e8 re del nero · f8 alfiere del nero · h8 torre del nero · a7 pedone del nero · b7 pedone del nero · c7 pedone del nero · g7 pedone del nero · h7 pedone del nero · c6 pedone del nero · h6 cavallo del nero · f5 pedone del bianco · d4 cavallo del bianco · e4 pedone del nero · a2 pedone del bianco · b2 pedone del bianco · c2 pedone del bianco · d2 pedone del bianco · f2 pedone del bianco · g2 pedone del bianco · h2 pedone del bianco · a1 torre del bianco · b1 cavallo del bianco · c1 alfiere del bianco · d1 donna del bianco · e1 re del bianco · h1 torre del bianco | a8 torre del nero · c8 alfiere del nero · d8 donna del nero · e8 re del nero · f8 alfiere del nero · h8 torre del nero · a7 pedone del nero · b7 pedone del nero · c7 pedone del nero · g7 pedone del nero · h7 pedone del nero · c6 pedone del nero · h6 cavallo del nero · f5 pedone del bianco · d4 cavallo del bianco · e4 pedone del nero · a2 pedone del bianco · b2 pedone del bianco · c2 pedone del bianco · d2 pedone del bianco · f2 pedone del bianco · g2 pedone del bianco · h2 pedone del bianco · a1 torre del bianco · b1 cavallo del bianco · c1 alfiere del bianco · d1 donna del bianco · e1 re del bianco · h1 torre del bianco | a8 torre del nero · c8 alfiere del nero · d8 donna del nero · e8 re del nero · f8 alfiere del nero · h8 torre del nero · a7 pedone del nero · b7 pedone del nero · c7 pedone del nero · g7 pedone del nero · h7 pedone del nero · c6 pedone del nero · h6 cavallo del nero · f5 pedone del bianco · d4 cavallo del bianco · e4 pedone del nero · a2 pedone del bianco · b2 pedone del bianco · c2 pedone del bianco · d2 pedone del bianco · f2 pedone del bianco · g2 pedone del bianco · h2 pedone del bianco · a1 torre del bianco · b1 cavallo del bianco · c1 alfiere del bianco · d1 donna del bianco · e1 re del bianco · h1 torre del bianco | a8 torre del nero · c8 alfiere del nero · d8 donna del nero · e8 re del nero · f8 alfiere del nero · h8 torre del nero · a7 pedone del nero · b7 pedone del nero · c7 pedone del nero · g7 pedone del nero · h7 pedone del nero · c6 pedone del nero · h6 cavallo del nero · f5 pedone del bianco · d4 cavallo del bianco · e4 pedone del nero · a2 pedone del bianco · b2 pedone del bianco · c2 pedone del bianco · d2 pedone del bianco · f2 pedone del bianco · g2 pedone del bianco · h2 pedone del bianco · a1 torre del bianco · b1 cavallo del bianco · c1 alfiere del bianco · d1 donna del bianco · e1 re del bianco · h1 torre del bianco | a8 torre del nero · c8 alfiere del nero · d8 donna del nero · e8 re del nero · f8 alfiere del nero · h8 torre del nero · a7 pedone del nero · b7 pedone del nero · c7 pedone del nero · g7 pedone del nero · h7 pedone del nero · c6 pedone del nero · h6 cavallo del nero · f5 pedone del bianco · d4 cavallo del bianco · e4 pedone del nero · a2 pedone del bianco · b2 pedone del bianco · c2 pedone del bianco · d2 pedone del bianco · f2 pedone del bianco · g2 pedone del bianco · h2 pedone del bianco · a1 torre del bianco · b1 cavallo del bianco · c1 alfiere del bianco · d1 donna del bianco · e1 re del bianco · h1 torre del bianco | a8 torre del nero · c8 alfiere del nero · d8 donna del nero · e8 re del nero · f8 alfiere del nero · h8 torre del nero · a7 pedone del nero · b7 pedone del nero · c7 pedone del nero · g7 pedone del nero · h7 pedone del nero · c6 pedone del nero · h6 cavallo del nero · f5 pedone del bianco · d4 cavallo del bianco · e4 pedone del nero · a2 pedone del bianco · b2 pedone del bianco · c2 pedone del bianco · d2 pedone del bianco · f2 pedone del bianco · g2 pedone del bianco · h2 pedone del bianco · a1 torre del bianco · b1 cavallo del bianco · c1 alfiere del bianco · d1 donna del bianco · e1 re del bianco · h1 torre del bianco | a8 torre del nero · c8 alfiere del nero · d8 donna del nero · e8 re del nero · f8 alfiere del nero · h8 torre del nero · a7 pedone del nero · b7 pedone del nero · c7 pedone del nero · g7 pedone del nero · h7 pedone del nero · c6 pedone del nero · h6 cavallo del nero · f5 pedone del bianco · d4 cavallo del bianco · e4 pedone del nero · a2 pedone del bianco · b2 pedone del bianco · c2 pedone del bianco · d2 pedone del bianco · f2 pedone del bianco · g2 pedone del bianco · h2 pedone del bianco · a1 torre del bianco · b1 cavallo del bianco · c1 alfiere del bianco · d1 donna del bianco · e1 re del bianco · h1 torre del bianco | 1 |
|   | a | b | c | d | e | f | g | h |   |

6.De2 De7

7.Cd4 Ch6

In alternativa il Nero potrebbe anche riprendersi il pedone subito dopo la mossa della Donna del Bianco con 7...Axf5, cui segue 8.d3 De7 con leggero vantaggio posizionale per il Nero.
A gioco corretto la partita prosegue con

8.0-0 Cxf5

9.Cb3 a5

10.a4 Ae6

Il Nero ha recuperato il pedone perso in partenza, è in vantaggio di sviluppo e i suoi pezzi sono più. Il Bianco può cercare un cero controgioco, prendendo il pedone lasciato indifeso, ma il Nero può continuare il suo attacco con

11.Dxe4 g6

Così il Nero difende il Cavallo in f5 e minaccia in futuro ...Axb3, che potrebbe creare problemi alla struttura pedonale e alla difesa del Nero. In questa situazione la posizione del Nero è preferibile e una plausibile continuazione può essere 

11.Cd4 Cxd4

12.Dxd4 Ag7

12.De3 0-0

13.Cc3 Tae8

In questa posizione il Nero è sotto di un pedone, ma ha un notevole vantaggio nello sviluppo e i suoi pezzi ben posizionati e coordinati. In alternativa il Nero potrebbe anche arroccare lungo alla mossa 12, ottenendo risultanti sostanzialmente comparabili, con la sequenza

12...0-0-0

13.d3 The8

In conclusione questa variante, anche se la mossa 4.exf5 sembra molto naturale e promettente, è alquanto problematica per il Bianco.

### 4.d4 (Attacco Schönemann)
Con questa variante il Bianco contrattacca al centro, sfidando il pedone e del Nero, in una posizione simile al gambetto di Vienna.
Se il Nero prende il pedone d, la mossa più naturale del Bianco è e5, spingendo il pedone in avanti e prendendo il controllo delle case f6 e d6.
Se il Nero prende il pedone e, la mossa più corretta del Bianco è Cxe5, spingendo il Cavallo in territorio del Nero, dove controlla le case c6, g6, f7 e d7. Da qui le mosse più comuni sono 5...Cxe5 6.dxe5 c6.
Se il Nero prende il pedone d con il Cavallo (che assomiglia alla variante Bird della partita spagnola), minaccia l'Alfiere in b5, quindi Cxe5 non è un'opzione valida. 5.Cxd4 è la mossa più comune, seguita da 5...exd4 O-O 6.c6.
Se il Nero gioca Cf6, dxe5 è la mossa più comune del Bianco, seguita da 5...Cxe4.